# Chronologie de la guerre de Cent Ans
Ceci est une chronologie de la guerre de Cent Ans qui s'étale de 1337 à 1453.

## Années 1330

### 1337
- 24 mai 1337 : le roi de France Philippe VI de Valois ordonne à Candide II d’Espagne, sénéchal de Périgord et de Quercy et au bailli d'Amiens de saisir le duché de Guyenne et le Ponthieu, fiefs du roi d'Angleterre[1],[2],[3].
- 7 octobre 1337 : Édouard III d'Angleterre réclame la couronne de France. Après la mort de Charles IV le Bel, la succession au trône de France fournit le prétexte de la guerre de Cent Ans.
- 1er novembre 1337 : le chancelier Henry Burghersh, évêque de Lincoln, vient à Paris présenter au roi de France Philippe VI les lettres de défi du roi d’Angleterre.
- 9 novembre 1337 : une flotte d'Édouard III écrase les alliés flamands de Philippe VI à la bataille de Cadzand.

### 1338
- 21 janvier 1338 : naissance du futur Charles V de France.
- 24 mars 1338 : raid dévastateur de Nicolas Béhuchet sur Portsmouth.
- 23 avril 1338 : Jacques van Artevelde et les insurgés Gantois défont la chevalerie du comte de Flandres et de Nevers Louis Ier devant le château de Biervliet, près de Terneuzen. Jacques van Artevelde devient le véritable maître de la Flandre et négocie la reprise du commerce avec Édouard III. Louis de Nevers s'enfuit de Gand à l'été 1338 et se réfugie à la cour de Philippe VI.
- 17 juillet 1338 : Édouard III d'Angleterre débarque à Anvers. Il reste sur le continent jusqu'au 21 février 1340.
- 23 septembre 1338 : la flotte française capture cinq grandes nefs anglaises à la bataille d'Arnemuiden (Pays-Bas).

### 1339
- juillet 1339 : siège infructueux de Bordeaux, la capitale de l'Aquitaine anglaise.
- septembre - octobre 1339 : Édouard III ravage la Thiérache, le Laonnois et le Cambrésis.
- 23 octobre 1339 : les armées du roi de France et du roi d'Angleterre se font face dans la plaine entre La Capelle et Buironfosse. Elles se séparent sans avoir engagé le combat.

## Années 1340

### 1340
- 26 janvier 1340 : les échevins flamands reconnaissent Édouard III comme l'héritier légitime de Saint Louis[4], roi de France.
- 6 février 1340 : à Gand, Édouard III d'Angleterre se proclame roi de France[5].
- 24 juin 1340 : bataille de l'Écluse, la flotte française est détruite.
- 25 septembre 1340 : trêve d'Esplechin entre la France et l'Angleterre.

### 1341
- 16 mars 1341 : la gabelle est étendue à tout le royaume de France[6].
- 30 avril 1341 : mort de Jean III, duc de Bretagne. Jeanne de Penthièvre et Jean de Montfort, revendiquent chacun l'héritage du duché de Bretagne. Jean de Montfort se serait rendu en Angleterre pour obtenir le soutien d'Édouard III d'Angleterre contre Philippe VI de Valois mais en réalité il reste à Paris avec ses avocats pour défendre sa cause devant le conseil du roi.
- 21 novembre 1341 : une armée commandée par le futur roi Jean II le Bon capture Jean de Montfort lors du siège de Nantes.

### 1342
- 25 avril 1342 : mort du pape Benoît XII.
- 7 mai 1342 : élection du pape Clément VI (Pierre de Roger) à Avignon.
- Octobre 1342 : Robert III d'Artois est gravement blessé lors du siège de Vannes. Retourné en Angleterre, il y meurt peu après.
- 30 novembre 1342 : débarquement du roi Édouard III d'Angleterre à Brest.
- 5 décembre 1342 : Édouard III assiège Vannes. À la tête d'une armée de cinquante mille hommes, le prince Jean oblige le roi d'Angleterre à se réfugier dans le Morbihan.

### 1343
- 19 janvier 1343 : signature de la trêve de Malestroit entre l'Angleterre et la France.
- 2 août 1343 : exécution d’Olivier IV de Clisson.
- Août : réunion des États généraux à Paris.

### 1344
- 1er mai 1344[7] : Charles de Blois occupe Quimper.

### 1345
- Avril 1345 : rupture de la trêve de Malestroit par les Anglais.
- 21 octobre 1345 : Victoire anglaise à la bataille d'Auberoche. L'avantage en Guyenne repasse définitivement du côté des Anglais.

### 1346
- Février 1346 : réunion des États de langue d'oïl à Paris.
- Mars 1346 : réunion des États de langue d'oc à Toulouse.
- 2 juillet - 4 septembre 1346 : Édouard III d'Angleterre débarque à Saint-Vaast-la-Hougue dans le Cotentin en Normandie et entreprend une chevauchée qui le mène à Caen, au gué de Blanquetaque pour passer la Somme, à Crécy et à Calais.
- 26 juillet 1346 : Siège de Caen
- 15 août 1346 : les troupes anglaises passent la Seine à Poissy
- 24 août 1346 : Bataille du gué de Blanquetaque
- 26 août 1346 : défaite des Français à la bataille de Crécy au cours de laquelle meurt Charles II d'Alençon
- 4 septembre 1346 : Édouard III arrive devant Calais.
- 17 septembre 1346 : 32 galères génoises de Carlo Grimaldi aidées de plusieurs barges françaises enlèvent à l’abordage 25 vaisseaux de la flotte anglaise participant au blocus de Calais.
- Hiver 1346-1347 : Après quelques tentatives de sortie vers les terres, la population encerclée de Calais doit se contenter d’approvisionnements par mer, principalement menés par le corsaire Jean Marant et la flotte génoise.

### 1347
- Février 1347 : Édouard III entame le blocus du port de Calais avec 120 navires afin d'empêcher tout approvisionnement de la ville.
- 21 février 1347 : Plusieurs grandes nefs chargées de pain, blé, ail, oignons, harengs salés, fèves, pois partent de Saint-Valery-sur-Somme en direction de Calais et tentent, sans succès, de pénétrer dans la place forte.
- 14 mars 1347 : Jean Marant à la tête de 30 vaisseaux force une nouvelle fois le blocus et entre dans la rade. Édouard III, trouvant que le siège s’éternisait à cause du ravitaillement des navires génois, normands et picards qui réussissaient à forcer régulièrement le blocus, il fit construire, à l’entrée du goulet, des fortifications munies de bombardes et autres armes de jet. Il fit également bloquer l’entrée du chenal avec des obstacles de toute nature et à partir de juin 1347, il fut totalement impossible pour les Français de ravitailler Calais.
- 10 avril 1347 : 30 vaisseaux français réussirent, malgré la vigilance de la flotte ennemie, les fortifications élevées par les assiégeants et les obstacles de toute nature à l'entrée du chenal, à pénétrer dans le port. Ce fut le dernier convoi à pouvoir entrer pour ravitailler la ville assiégée. Les autres tentatives échoueront lamentablement; les navires tombant aux mains des Anglais. Dès lors, Calais n'eut plus d'espoir que dans le secours venant de la terre.
- Mai 1347 : Une armée de secours commence à se former à Arras.
- Juin 1347 : Les Anglais interceptent une lettre du gouverneur destinée au roi de France, Philippe VI de Valois, présentant l’état de famine et contenant un appel au secours.
- 20 juin 1347 : Un détachement français s’approche de Calais puis regagne Hesdin.
- 25 juin 1347 : Jean Marant échappe une nouvelle fois à la flotte anglaise forte de 120 navires et arrive avec 30 bateaux à l’entrée du goulet, parvenant malgré la mitraille et les obstructions à ravitailler une dernière fois la ville.
- 27 juillet 1347 : L'armée de secours française, forte de plus de 100 000 fantassins et de 35 000 cavaliers paraît enfin sur les hauteurs de Sangatte et Coquelles. Le roi de France fait aussitôt reconnaître le terrain et chercher les points d'attaque les plus favorables. L'examen des positions ennemies lui révèle que la nature du terrain et les mesures défensives prises par Édouard III rendent toute attaque impossible[8]. Philippe de Valois propose alors à Édouard III un combat en rase campagne. Ce dernier refuse, sachant que Calais est à sa merci.
- 3 août 1347 : Édouard III d'Angleterre acceptent de laisser la vie sauve aux habitants de la ville de Calais en échange de six plus grands notables bourgeois devant lui apportant les clefs de la ville et de la forteresse.
- 4 août 1347 : capitulation de Calais.
- 28 septembre 1347 : Trêve de Calais signée entre l'Angleterre et la France pour un an.
- Novembre 1347 : réunion des États généraux à Paris.
- 1347-1350 : épidémie de peste noire dans tout le royaume de France.

### 1348
- 9 juin 1348 : le pape Clément VI achète Avignon à la reine Jeanne Ire de Naples.

### 1349
- 30 mars 1349 : Humbert II, dauphin du Viennois, cède le Dauphiné à Philippe VI de Valois.
- Avril 1349 : Acquisition de la seigneurie de Montpellier par Philippe VI à Jacques III de Majorque.
- 16 juillet 1349 : Le futur Charles V devient le premier des dauphins de la longue lignée jusqu'à Louis XVII.
- 11 septembre 1349 : Mort de Bonne de Luxembourg.

## Années 1350

### 1350
- Août 1350 : Ordonnance sur l'affaiblissement des monnaies.
- 22 août 1350 : Mort de Philippe VI de Valois.
- 29 août 1350 : Bataille de Winchelsea.
- 26 septembre 1350 : Sacre de Jean II le Bon. Adoubement du dauphin Charles.
- 19 novembre 1350 : Exécution du connétable Raoul de Brienne.

### 1351
- Janvier 1351 : Charles de La Cerda est fait connétable de France.
- 16 février 1351 : Réunion des États généraux à Paris.
- Mars au 7 août 1351 : Siège de Saint-Jean-d'Angély.
- 30 avril 1351 : Réforme de l'armée en France.
- 6 juin 1351 : Bataille d'Ardres.
- 11 septembre 1351 : Trêve signée entre Édouard III d'Angleterre et Jean II le Bon entre Guînes et Calais.
- 6 novembre 1351 : Création par Jean II le Bon de l'Ordre de l'Étoile.

### 1352
- Février 1352 : Mariage de Charles II de Navarre et de Jeanne de France.
- Décembre 1352 : Mort du pape Clément VI et élection du pape Innocent VI (Étienne d'Albert).

### 1353
- 1er mars 1353 : Signature du traité de Westminster entre la France et l'Angleterre, fin de la première phase de la guerre de Succession de Bretagne.

### 1354
- 8 janvier 1354 : Assassinat de Charles de la Cerda organisé par Charles II de Navarre et exécuté par son frère Philippe de Navarre
- 22 février 1354 : Traité de Mantes entre Jean II le Bon et Charles II de Navarre.
- 4 mars 1354 : Pardon solennel de Jean II le Bon à Charles II de Navarre.
- 6 avril 1354 : à Guînes, au terme de longues négociations le cardinal diplomate Guy de Boulogne, envoyé par le pape Innocent VI, parvint à mettre d'accord les représentants du roi de France et d'Angleterre sur un projet de traité de paix, qui était censé être signé par la suite en Avignon et qui n'aboutit finalement pas[9].
- Novembre 1354 : Jean II le Bon séquestre les biens de Charles II de Navarre.
- 1354 : Négociation d'un pacte d'alliance secret entre Charles II de Navarre et Jean de Gand, duc de Lancastre.

### 1355
- 1355 : Complot ourdi par Charles II de Navarre contre Jean II le Bon pour peut-être enlever et assassiner le roi de France.
- 10 septembre 1355 : Traité de Valognes entre Charles II de Navarre et Jean II le Bon, ce traité confirme celui de Mantes.
- Octobre 1355 : Rupture de la trêve du 11 septembre 1351 par l'Angleterre.
- 5 octobre 1355 au 2 décembre 1355 : Chevauchée du Prince Noir en Languedoc.
- Novembre 1355 : Réunion des États de langue d'oïl à Paris.

### 1356
- Février 1356 : Réunion des États de Normandie à Vaudreuil.
- 1er mars 1356 : Réunion des États de langue d'oïl à Paris.
- Mars 1356 : Nouveau complot ourdi par Charles II de Navarre contre Jean II le Bon.
- 5 avril 1356 : Sur l'ordre de Jean II le Bon, Charles II de Navarre est fait prisonnier à Rouen. Exécution de Jean V d'Harcourt.
- Avril 1356 : Emprisonnement de Charles II de Navarre à Château-Gaillard (Eure) puis au Châtelet à Paris.
- 4 août - 19 septembre 1356 : Nouvelle chevauchée du Prince noir qui ravage le Périgord, le Limousin et le Berry puis se dirige vers Tours avant de se replier au sud
- 30 août : Siège de Romorantin
- 19 septembre 1356 : Bataille de Poitiers. Jean II le Bon est fait prisonnier par les Anglais, le dauphin gouverne le royaume de France pendant la détention de son père.
- 17 octobre 1356 au 3 novembre 1356 : Réunion des États de langue d'oïl à Paris.
- 1356 : Campagne du Prince Noir dans l'ouest et le centre de la France.
- 5 décembre 1356 : Le dauphin Charles fait frapper une nouvelle monnaie, plus faible que la précédente, qui provoque une émeute à Paris à l'instigation d'Étienne Marcel.

### 1357
- 5 février 1357 : Réunion des États généraux.
- 3 mars 1357 : Promulgation de l'ordonnance visant à protéger les pauvres contre les gens du roi.
- 23 mars 1357 : Trêve de Bordeaux conclue entre Français et Anglais.
- 30 avril 1357 : Session des États généraux.
- Mai 1357 : Jean II le Bon et Philippe II de Bourgogne sont emmenés captifs en Angleterre par le Prince Noir.
- 7 novembre 1357 : Session des États généraux.
- 8 novembre 1357 : Évasion de Charles II de Navarre du château d'Arleux.
- 29 novembre 1357 : Charles II de Navarre fait son entrée dans Paris.
- 30 novembre 1357 : Discours de Charles II de Navarre à Saint-Germain-des-Prés où il expose ses droits à la succession au trône de France.
- 2 décembre 1357 : Sous la pression d'Étienne Marcel et de ses lieutenants, le Dauphin Charles se réconcilie avec Charles II de Navarre.
- Décembre 1357 : Débuts des exactions commises par les compagnies.

### 1358
- Janvier 1358 : Premier traité de Londres concernant la libération de Jean II le Bon. Étienne Marcel ordonne aux Parisiens de porter le chaperon bleu et rouge en signe de ralliement. Les Compagnies encerclent Paris.
- 11 janvier 1358 : Discours au peuple du Dauphin Charles aux Halles.
- 12 janvier 1358 : Assemblée tenue par Étienne Marcel à Saint-Jacques-de-l'Hôpital.
- 14 janvier 1358 : Assassinat de Jean Baillet par Perrin Marc.
- 22 février 1358 : Étienne Marcel rassemble 3 000 émeutiers dans Paris et envahit le Palais de la Cité. Assassinats du maréchal Robert de Clermont, du maréchal de Conflans et de Régnault d'Acy par les émeutiers.
- 23 février 1358 : Étienne Marcel tient une assemblée au couvent des Augustins, on y prit la décision de remettre en vigueur l'ordonnance du 3 mars 1357, de rétablir le conseil des Trente-Six et le système des ’"réformateurs". Réconciliation momentanée du Dauphin Charles avec Étienne Marcel.
- 26 février 1358 : Retour de Charles II de Navarre à Paris.
- 14 mars 1358 : Le Dauphin prend le titre de régent de France.
- 17 mars 1358 : Évasion du Dauphin pour Senlis.
- 4 mai 1358 : Convocation des États généraux à Provins. Convocation des États de langue d'oïl à Compiègne.
- Mai 1358 : Grandes jacqueries dans le Beauvaisis (Picardie) et l'Île-de-France.
- 10 juin 1358 : Prise de Meaux par les Jacques qui sont pourchassés et massacrés.
- 14 juin 1358 : Étienne Marcel demande le secours de Charles II de Navarre. Charles de Navarre trahit Étienne Marcel en appelant ses mercenaires anglais.
- Juillet 1358 : Négociation d'un pacte d'alliance entre Charles II de Navarre et les envoyés d'Édouard III d'Angleterre.
- 31 juillet 1358 : Assassinat d'Étienne Marcel.
- 1er août 1358 : Traité anglo-navarrais ou Édouard III et Charles le Mauvais s'accordent pour se partager le royaume de France.
- 2 août 1358 : Retour du dauphin à Paris. Il nomme une commission pour juger les coupables de la révolte parisienne.
- 4 août 1358 : Le Dauphin convoque les Parisiens aux Halles.
- 19 août 1358 : Charles II de Navarre rencontre le dauphin à Pontoise et annonce qu'il se retire.
- Décembre 1358 : Transfert de Jean II le Bon de l'Hôtel de Savoie au château de Somerton (en).

### 1359
- 24 mars 1359 : Deuxième traité de Londres (l'Endenture) entre la France et l'Angleterre. Traité de Pontoise entre le dauphin Charles et Charles II de Navarre.
- 4 avril 1359 : Jean II le Bon est transféré au château de Hertford.
- 25 mai 1359 : Réunion des États de langue d'oïl et lecture du traité de Londres que les États repoussent.
- 29 juillet 1359 : Jean II le Bon est transféré au château de Somerton.
- 1er octobre 1359 : Jean de Gand, duc de Lancastre, débarque à Calais.
- 28 octobre 1359 : Édouard III d'Angleterre débarque en France où il entame une nouvelle chevauchée.

## Années 1360

### 1360
- 8 mai 1360 : Traité de Brétigny entre la France et l'Angleterre.
- 18 mai 1360 : Édouard III d'Angleterre embarque à Honfleur pour l'Angleterre.
- 13 juin 1360 : Ratification du traité de Brétigny par Jean II le Bon et Édouard III d'Angleterre à la Tour de Londres.
- 6 juillet 1360 : Arrivée de Jean II le Bon à Douvres.
- 8 juillet 1360 : Arrivée de Jean II le Bon à Calais.
- 24 octobre 1360 : Traité de Calais entre la France et l'Angleterre. Libération de Jean II le Bon.

### 1361
- 1361 : La famine s'installe en France, réapparition de la peste noire.
- 1361 : Les compagnies sont chassées de Normandie, elles se regroupent en Bourgogne et en Champagne et prennent le nom de Grandes Compagnies. Les Grandes compagnies ravagent le Midi de la France.
- 21 novembre 1361 : Mort de Philippe de Rouvres, duc et comte de Bourgogne. Réunification du duché de Bourgogne à la Couronne.

### 1362
- 6 avril 1362 : Défaite des troupes royales à la bataille de Brignais.
- 12 septembre 1362 : Mort du pape Innocent VI et élection d’Urbain V (Guillaume de Grimoard).

### 1363
- Mars 1363 : Urbain V persuade Jean II le Bon d'organiser une croisade en Terre sainte.
- Octobre 1363 : Évasion de Louis, duc d'Anjou.
- Décembre 1363 : Réunion des États généraux à Amiens qui refusent de ratifier le traité de Calais du 24 octobre 1360.

### 1364
- 2 janvier 1364 : Jean II le Bon retourne à Londres et se constitue prisonnier. Le dauphin Charles de nouveau régent du royaume de France.
- 7 avril : Prise de Mantes
- 8 avril 1364 : Mort de Jean II le Bon.
- 11 avril : Prise de Meulan
- 16 mai 1364 : Du Guesclin défait les troupes navarraises à la bataille de Cocherel.
- 19 mai 1364 : Sacre de Charles V de France à Reims.
- Juin 1364 : Campagne militaire dans le Cotentin, dans le centre de la Normandie. Défaite de Philippe le Hardi, duc de Bourgogne, à La Charité-sur-Loire et à Moulineaux devant les Navarrais.
- 29 septembre 1364 : Défaite des troupes du parti de Blois à la bataille d'Auray. Bertrand du Guesclin y est fait prisonnier. Mort de Charles de Blois. Jean de Montfort devient duc de Bretagne sous le nom de Jean IV de Bretagne.
- Octobre 1364 : Charles V envoie des messagers (Jean Ier Le Meingre dit Boucicaut et Jean de Craon) à Jean IV de Montfort, duc de Bretagne. Celui-ci demande un délai pour prêter son hommage au roi de France.

### 1365
- 6 mars 1365 : Trêve d'Avignon et Traité de Pampelune.
- 12 avril 1365 : Traité de Guérande.
- 1365 : Charles V paie la rançon de Bertrand du Guesclin et l'envoie, à la tête des Grandes Compagnies et des Tard-Venus, à Henri de Trastamare pour l'appuyer dans son combat contre Pierre le Cruel. Cette armée franchit les Pyrénées-Orientales en plein mois de décembre 1365.

### 1366
- 5 mars 1366 : Bertrand du Guesclin et les Grandes compagnies envahissent la Castille pour le compte d'Henri de Trastamare.
- 23 septembre 1366 : Pierre Ier de Castille, réfugié en Guyenne, signe le traité de Libourne avec le Prince Noir et Charles le Mauvais.

### 1367
- Février 1367 : Les troupes du Prince noir descendent en Navarre par le col de Roncevaux et envahissent la Castille en application du traité de Libourne.
- 3 avril 1367 : Bataille de Nájera ; Bertrand du Guesclin est fait prisonnier par les Anglo-Castillans. Henri de Trastamare se réfugie en France.
- Septembre 1367 : Libération de Bertrand du Guesclin contre le paiement d'une rançon par Charles V. Reprise de la guerre en Castille.

### 1368
- 20 juin 1368 : Louis de Sancerre est nommé maréchal de France et commandant de l’armée de Guyenne.
- 16 novembre 1368 : Charles V informe le Prince Noir qu'il doit lui rendre hommage pour le duché de Guyenne.
- 18 novembre 1368 : Charles V rompt le traité de Calais.
- 20 novembre 1368 : Signature du traité de Tolède entre Charles V et Henri II de Castille.
- 3 décembre 1368 : Naissance du futur Charles VI de France.

### 1369
- 17 janvier 1369 : victoire française lors de la bataille de Mont d'Alazac (Mondalazac)[10].
- 20 janvier 1369 : nouvelle victoire française lors de la bataille de Mirabel.
- 25 janvier 1369 : Le Prince Noir refuse de rendre hommage à Charles V pour le duché de Guyenne, les habitants de Rodez se révoltent contre les Anglais, les nobles du Rouergue et du Périgord rejoignent le parti de Charles V.
- 14 mars 1369 : Bataille de Montiel où Henri II de Castille et Bertrand du Guesclin défont Pierre Ier de Castille.
- 18 mars 1369 : Plus de 800 villes du Sud-ouest rejoignent le parti de Charles V.
- 23 mars 1369 : Après un duel entre les deux souverains de Castille lors duquel Pierre est tué, Henri II reste seul roi de Castille. Fin de la guerre civile en Castille.
- 9 mai 1369 : Réunion des États généraux à Paris, qui approuvent la reprise des hostilités contre l'Angleterre.
- Juin 1369 : Après la reprise du titre de roi de France par Édouard III d'Angleterre, la guerre reprend entre la France et l'Angleterre.
- Septembre 1369 : une armée anglaise, sous les ordres de Jean de Gand duc de Lancastre, débarque à Calais et lance une chevauchée à travers l'Artois, le Ponthieu et le Pays de Caux jusqu'à Harfleur, sans être attaqué, où Philippe le Hardi est en train de préparer un débarquement franco-flamand en Angleterre[11].
- 30 novembre 1369 : Charles V confisque l'Aquitaine pour non comparution du Prince Noir. Pour répondre à l'édit de confiscation de l'Aquitaine, le Prince noir et Jean Chandos reprennent les hostilités au Sud de la Loire.
- 7 décembre 1369 : Nouvelle convocation des États généraux à Paris qui permet la levée de nouveaux impôts pour faire face à la guerre.
- 31 décembre 1369 : Jean Chandos est mortellement blessé lors d'une escarmouche au pont de Lussac-les-Châteaux.

## Années 1370

### 1370
- 1er janvier 1370 : Jean Chandos meurt des suites de ses blessures.
- Juillet 1370 : Retour de Bertrand du Guesclin de Castille.
- Juillet à décembre 1370 : À la tête de l'armée anglaise Robert Knolles ravage le nord de la France.
- Août 1370 : Opérations militaires en Limousin menées conjointement par Jean de Berry et Louis de Sancerre.
- 23 août 1370 : Limoges ouvre ses portes à Charles V de France alors que le château reste fidèle au roi anglais.
- 19 septembre 1370 : Siège puis massacre des habitants de Limoges ordonné par le Prince Noir.
- 27 septembre 1370 : Le pape Urbain V retourne à Avignon.
- 2 octobre 1370 : Bertrand du Guesclin est nommé connétable de France par Charles V.
- Octobre 1370 : Pacte d'amitié entre Bertrand du Guesclin et Olivier V de Clisson à Pontorson.
- 4 décembre 1370 : Bataille de Pontvallain.
- 19 décembre 1370 : Mort du pape Urbain V; élection de Grégoire XI.

### 1371
- Janvier 1371 : Jean de Gand, duc de Lancastre, tente de reprendre aux Français la forteresse de Montpon.
- 1371 : Capitulation de Moncontour .
- 29 mars 1371 : Traité de Vernon.
- 28 mai 1371 : Naissance de Jean sans Peur, futur duc de Bourgogne.
- 21 septembre 1371 : Mariage de Jean de Gand, duc de Lancastre, et de Constance de Castille, fille de Pierre le Cruel, Lancastre prend le titre de roi de Castille et de León.

### 1372
- 1372 : Traité de non-agression signé entre Louis de Male, comte de Flandre et Édouard III d'Angleterre.
- 13 mars 1372 : Naissance de Louis d'Orléans.
- 22 juin 1372 : Défaite navale des Anglais à La Rochelle.
- 19 juillet 1372 : Alliance de Jean IV de Montfort, duc de Bretagne et d'Édouard III d'Angleterre.
- 1372 : Campagne de Bertrand du Guesclin dans le Poitou, le Berry, l'Aunis, le Limousin et la Saintonge.
- Septembre 1372 : Entrée de Bertrand du Guesclin en Bretagne.
- Décembre 1372 : Emprisonnement de Jean de Grailly dans le donjon du Temple.

### 1373
- 21 mars 1373 : Bataille de Chizé.
- 27 mars 1373 : Capitulation de Niort.
- Avril 1373 : Bertrand du Guesclin chasse Jean IV de Montfort de son duché de Bretagne.
- 16 mai 1373 : Mort de Jean d’Armagnac.
- Juillet 1373 : Débarquement de Jean de Gand, duc de Lancastre à Calais.
- Août 1373 : À la tête d'une armée anglaise Jean de Gand, duc de Lancastre, ravage la Picardie, l'Artois et le Vermandois.
- 1373-1375 : Retour de la famine et de la peste noire en France.

### 1374
- Réoccupation des villes de Brive, Tulle, etc. par Louis de Bourbon.
- Siège de Bayonne par Henri II de Castille.
- Bertrand du Guesclin et Louis d’Anjou s'emparent de La Réole.
- Août 1374 : Promulgation de l'ordonnance sur la majorité des rois de France et l'organisation de la régence.

### 1375
- 25 avril 1375 : Le duc Jean IV de Montfort débarque en Bretagne.
- 27 juin 1375 : Trêve de Bruges entre la France et l'Angleterre.
- 3 juillet 1375 : Évacuation du donjon de Saint-Sauveur-le-Vicomte par les troupes anglaises.
- 1375 : Capitulation de Cognac.

### 1376
- 8 juin 1376 : Mort du Prince Noir.
- Mai et juin 1376-1377 : Négociation de paix entre la France et l'Angleterre.

### 1377
- 17 janvier 1377 : Le pape Grégoire XI ramène la papauté à Rome.
- 21 juin 1377 : Mort d'Édouard III d'Angleterre.
- 21 juin 1377 : Reprise de la guerre en France.
- 29 juin 1377 à juillet 1377 : Expédition de Jean de Vienne sur les côtes anglaises.
- Août-septembre 1377 : Opération terre-mer sur les côtes et les possessions anglaises par Jean de Vienne et Louis d'Anjou.

### 1378
- Janvier 1378 : Thomas de Woodstock débarque à Brest.
- 4 janvier 1378 : Rencontre de Charles V et de l'empereur Charles IV du Saint-Empire.
- 4 février 1378 : Mort de Jeanne de Bourbon.
- 25 mars 1378 : Tentative d'empoisonnement de Charles V par Charles II de Navarre. Arrestation de Jacques de Rue.
- 27 mars 1378 : Mort du pape Grégoire XI et élection d’Urbain VI (Barthélémy Prignano).
- Avril 1378 : Aveux de Jacques de Rue sur la tentative d'empoisonnement sur Charles V ordonnée par Charles II de Navarre. Arrestation de Pierre du Tertre.
- Juin 1378 : Exécutions de Pierre du Tertre et de Jacques de Rue.
- 20 septembre 1378 : Élection de l'antipape d'Avignon Clément VII (Robert de Genève). Début du Grand Schisme d'Occident. Charles V reconnaît le pape Clément VII.
- 9 au 18 décembre 1378 : Procès de Jean IV de Montfort, duc de Bretagne, au Parlement de Paris en son absence. Confiscation du duché de Bretagne, du titre de duc et de la pairie de Jean IV de Montfort, par l'arrêt rendu par le Parlement de Paris. La sentence du Parlement de Paris provoque l’organisation de la résistance bretonne.

### 1379
- 1379 : Négociation entre Jean IV de Montfort et Richard II d'Angleterre.
- 3 août 1379 : Jean IV de Montfort débarque en Bretagne.
- 9 août 1379 : Réunion d'une grande assemblée à Dinan en Bretagne.
- Octobre 1379 : Trêve entre la Bretagne et la France.
- 25 octobre 1379 : Révolte à Montpellier.

## Années 1380

### 1380
- 20 janvier 1380 : Louis d'Anjou fait son entrée à Montpellier.
- 24 janvier 1380 : Lecture de l'acte d'accusation et du jugement prononcé contre les habitants de Montpellier.
- 1380 : Après l'échec de Louis d'Anjou dans l'administration du Languedoc, il est rappelé et remplacé par Bertrand du Guesclin.
- 1er mars 1380 : Traité d'alliance entre Richard II d'Angleterre et Jean IV de Montfort.
- Avril 1380 : Supplique adressée par les Bretons à Charles V qui ne se laisse pas fléchir.
- 1380 : Incursion des Compagnies dans le Languedoc
- Juin à juillet 1380 : Bertrand du Guesclin combat les routiers dans le Bourbonnais et l'Auvergne.
- 13 juillet 1380 : Mort de Bertrand du Guesclin, devant Châteauneuf-de-Randon. Il sera inhumé à la basilique Saint-Denis. Grâce à ses actions, les Anglais n'ont plus en France que Bayonne, Bordeaux, Brest Cherbourg et Calais. Il avait repris aux Anglais la Guyenne, le Poitou, la Saintonge, le Rouergue, le Périgord, le Ponthieu et une partie du Limousin.
- 20 juillet 1380 au 15 janvier 1381 : Chevauchée de Thomas de Woodstock dans l'Aisne, la Champagne, le Vendômois pour pénétrer finalement en Bretagne.
- 16 septembre 1380 : Mort de Charles V de France.
- 2 octobre 1380 : Louis d'Anjou est déclaré régent du royaume de France. Philippe le Hardi, duc de Bourgogne, est désigné pour la garde des fils de Charles V.
- 4 novembre 1380 : Sacre de Charles VI de France à Reims.
- 19 novembre 1380 : Charles VI nomme Jean de Berry lieutenant général du Languedoc.

### 1381
- 1381 : Révoltes dans les villes du Languedoc.
- 4 septembre 1381 : Deuxième traité de Guérande qui rend à Jean IV de Montfort son duché de Bretagne.
- 17 septembre 1381 : Charles VI adopte l'emblème du cerf-volant.
- Novembre 1381 : Réunion des États du Languedoc.
- Décembre 1381 : Traité de paix signé entre Jean de Berry et Gaston III de Foix-Béarn.

### 1382
- 17 janvier 1382 : Après l'appel au secours de la reine Jeanne II de Naples, Louis d'Anjou part pour l'Italie.
- 27 février au 23 mars 1382 : Révolte de la Harelle à Rouen.
- 1er mars 1382 au 15 mars 1382 : Révolte à Paris des Maillotins contre le gouvernement après le rétablissement des impôts sur le vin, le sel et toutes les marchandises.
- 3 mai 1382 : Prise de Bruges par les bourgeois révoltés.
- 10 juillet 1382 : Louis de Male, comte de Flandre, demande le secours de Philippe le Hardi, duc de Bourgogne.
- 1er août 1382 : Seconde révolte de la Harelle de Rouen.
- 1er octobre 1382 : Conjuration des bourgeois parisiens.
- 21 au 26 novembre 1382 : Soumission des villes flamandes par les armées royales de France.
- 27 novembre 1382 : Bataille de Roosebeke. Mort de Philippe van Artevelde.
- Décembre 1382 : Soumission de la ville de Bruges.
- Décembre 1382 : Le jacquemart des Halles de Courtrai est démonté puis remonté à Dijon.

### 1383
- 12 janvier 1383 : Après la conjuration des bourgeois de Paris commencent les arrestations.
- 27 janvier 1383 : Suppression par Charles VI des libertés municipales.
- 28 janvier 1383 : Exécution de Jean Desmarets.
- 1er mars 1383 : Charles VI se réconcilie avec les Parisiens.
- Avril à septembre 1383 : Croisade de Henri le Despenser, évêque de Norwich, en Flandre. Campagne de Charles VI en Flandre.
- 1383 : Révolte des Tuchins en Languedoc.
- 8 décembre 1383 : Mort de Venceslas Ier de Luxembourg, duc de Brabant.

### 1384
- 30 janvier 1384 : Mort de Louis de Male, comte de Flandre, et début de l'État bourguignon.
- 14 septembre 1384 : Trêve de Leulinghem entre la France et l'Angleterre.
- 21 septembre 1384 : Mort de Louis d'Anjou en Italie. Son fils Louis II d'Anjou devient duc d'Anjou et roi de Naples

### 1385
- 1er juin 1385 à octobre 1385 : Expédition française en Écosse sous le commandement de l'amiral Jean de Vienne.
- 12 avril 1385 : Mariage de Jean sans Peur, comte de Nevers, avec Marguerite de Bavière.
- 17 juillet 1385 : Mariage de Charles VI avec Isabeau de Bavière à Amiens.
- 18 décembre 1385 : Traité de Tournai.

### 1386
- 1386 : Préparation d'un projet d'invasion de l'Angleterre.
- 28 décembre 1386 : Mort de Charles (premier dauphin) fils de Charles VI et d'Isabeau de Bavière.

### 1387
- 1er janvier 1387 : Mort de Charles II le Mauvais, roi de Navarre.

### 1388
- 1388 : Campagne de Gueldre conduite par Charles VI.
- 3 novembre 1388 : Charles VI fait son entrée à Reims. Assemblée de Reims, Charles VI prend le pouvoir pour gouverner et renvoie ses oncles. Trêve conclue avec l'Angleterre. Mise en place des nouveaux conseillers de Charles VI, (les Marmousets). Arnaud de Corbie est nommé chancelier de France.

### 1389
- 27 janvier 1389 : Mariage de Louis d'Orléans et de Valentine Visconti.
- 11 mars 1389 : Ordonnances sur les monnaies.
- 1er mai 1389 : Fête de Saint-Denis (adoubement, joutes, requiem de Bertrand du Guesclin).
- 18 juin 1389 : Trêve signée entre la France et l'Angleterre.
- 22 août 1389 : Entrée solennelle d'Isabeau de Bavière dans Paris.
- 23 août 1389 : Sacre d'Isabeau de Bavière à Notre-Dame de Paris, puis banquet dans la grande salle du Palais.
- 2 septembre 1389 au 28 février 1390 : Charles VI en Languedoc et reprend ses pouvoirs sur cette région. Jean du Berry résigne sa lieutenance.
- 15 octobre 1389 : Mort du pape de Rome Urbain VI, élection de Boniface IX (Pietro Tomacelli)
- 9 novembre 1389 : Naissance d'Isabelle de France (1389-1409).

## Années 1390

### 1390
- Février à Novembre 1390 : Opération militaire franco-génoise sur la Côte des Barbaresques, commandée par Louis II de Bourbon, qui a conduit au siège de Mahdia.

### 1391
- 24 janvier 1391 : Naissance de Jeanne de France (1391-1433), fille de Charles VI et d'Isabeau de Bavière.
- 25 juillet 1391 : Mort de Jean III d'Armagnac.

### 1392
- 6 février 1392 : Naissance de Charles (second dauphin).
- Mars 1392 : Parlement d'Amiens.
- 13 juin 1392 : Tentative d'assassinat sur la personne d'Olivier V de Clisson perpétrée par Pierre de Craon.
- Août 1392 : à la suite de la tentative d'assassinat sur Olivier de Clisson, Charles VI déclare la guerre à Jean IV de Montfort, duc de Bretagne.
- 5 août 1392 : Première crise de démence de Charles VI dans la forêt du Mans. Renvoi du gouvernement des Marmousets (Bureau de la Rivière, Jean de Montaigu, Jean Le Mercier). Les oncles du roi reviennent au pouvoir.

### 1393
- 28 janvier 1393 : Bal des ardents, nouvelle crise de démence de Charles VI.
- Janvier 1393 : Ordonnance sur la majorité des rois de France.
- 28 avril 1393 : Conférence de Leulinghem entre la France et l'Angleterre.
- 24 août 1393 : Naissance de Marie de France (1393-1438).

### 1394
- 16 septembre 1394 : Mort du pape d'Avignon Clément VI, élection de Benoît XIII (Pierre de Luna).

### 1395
- 1395 : Préparation de la croisade en Hongrie contre les Ottomans.

### 1396
- 19 septembre 1396 : Mariage de Jean V de Bretagne avec Jeanne de France.
- 25 septembre 1396 : Défaite de l’armée chrétienne à Nicopolis.
- 27 octobre 1396 : Rencontre de Charles VI et de Richard II d'Angleterre à Ardres.
- 31 octobre 1396 : Mariage de Richard II d'Angleterre et d'Isabelle de France.

### 1397
- 22 janvier 1397 : Naissance de Louis de Guyenne, fils de Charles VI et d'Isabeau de Bavière.
- 26 juillet 1397 : Le maréchal de France Louis de Sancerre est nommé connétable de France, à la mort du comte d'Eu.

### 1398
- 31 août 1398 : Naissance de Jean de Touraine, fils de Charles VI et d'Isabeau de Bavière.

### 1399
- 30 septembre 1399 : Abdication de Richard II d'Angleterre suivie de son emprisonnement à la Tour de Londres. Avènement d'Henri IV d'Angleterre.
- 9 novembre 1399 : mort de Jean IV de Bretagne

## Années 1400

### 1400
- 14 février : Mort de Richard II d'Angleterre au château de Pontefract.

### 1401
- 13 janvier 1401 : Mort du second dauphin Charles.
- 27 octobre 1401 : Naissance de Catherine de Valois (1401-1437), fille de Charles VI et d'Isabeau de Bavière.

### 1402
- 6 février 1402 : Mort du connétable Louis de Sancerre. Il est inhumé en la basilique de Saint-Denis, à côté de la chapelle du roi Charles V.
- 19 octobre 1402 : Après la mort de Jean IV de Montfort, duc de Bretagne, Philippe le Hardi, duc de Bourgogne s'allie avec la Bretagne et obtient la régence du duché.

### 1403
- 22 février 1403 : Naissance du futur Charles VII de France.
- 26 avril 1403 : Promulgation de l'ordonnance sur la succession, le gouvernement pendant la maladie de Charles VI et l'abolition de l'ordonnance sur la majorité des rois de France de janvier 1393.
- 25 mai 1403 : La France restitue les obédiences au pape Benoît XIII.
- 27 octobre 1403 : Mariage de Amédée VIII de Savoie avec Marie de Bourgogne (1380-1428).

### 1404
- Avril 1404 : Les Français mènent un raid sur la ville anglaise de Dartmouth mais sont écrasés à la bataille de Blackpool Sands.
- 26 avril 1404 : Mort de Philippe le Hardi, duc de Bourgogne. Son fils Jean sans Peur lui succède.
- 31 août 1404 : Mariage de Louis de France, duc de Guyenne avec Marguerite de Bourgogne.

### 1405
- Août 1405 : Tentative d'enlèvement sur la personne de Louis de France, duc de Guyenne par Louis de France, duc d'Orléans.
- 1405 : Odette ou Odinette de Champdivers devient la maîtresse de Charles VI.

### 1406
- 29 juin 1406 : Mariage de Charles d'Orléans avec Isabelle de France.
- 17 juillet 1406 : Condamnation par le Parlement de Paris de l'Épître toulousaine.

### 1407
- 19 mai 1407 : Benoît XIII rédige en secret la bulle qui excommunie Charles VI mais celle-ci n’est pas publiée.
- 10 novembre 1407 : Naissance et mort de Philippe de France (1407-1407), fils de Charles VI et d'Isabeau de Bavière.
- 23 novembre 1407 : Assassinat de Louis de France, duc d'Orléans, sur ordre de Jean sans Peur, duc de Bourgogne.
- 25 novembre 1407 : Jean sans Peur avoue le meurtre de Louis d'Orléans à Jean de Berry et Louis II d'Anjou, mais ceux-ci gardent le silence.
- 26 novembre 1407 : Jean sans Peur quitte Paris pour la Flandre.
- 10 décembre 1407 : Valentine Visconti demande réparation à Charles VI pour l'assassinat de son époux Louis d'Orléans.
- 21 décembre 1407 : Valentine Visconti et ses fils renouvellent leur demande pour que justice soit faite.

### 1408
- Février 1408 : Jean sans Peur lance le manifeste d'Arras.
- 28 février 1408 : Retour de Jean sans Peur à Paris.
- 8 mars 1408 : « Apologie du Tyrannicide » par Jean Petit.
- 18 avril 1408 : Bulle de Benoît XIII excommuniant Charles VI.
- 10 mai 1408 : Ordonnance de soustraction d'obédiences.
- 21 mai 1408 : Réunion en assemblée de la Cour, du clergé et du peuple.
- 2 juillet 1408 : Isabeau de Bavière et Jean de Berry prennent à Charles VI les lettres de grâce accordées à Jean sans Peur.
- 1408 : Révolte de Liège.
- 23 septembre 1408 : Bataille d'Othée.
- 3 novembre 1408 : Charles VI est enlevé et emmené à Tours.
- 28 novembre 1408 : Mort de Valentine Visconti.

### 1409
- 9 mars 1409 : Paix de Chartres.
- 17 mars 1409 : Charles VI fait son entrée dans Paris.
- Mars 1409 : Concile de Pise.
- Juin 1409 : Mariage du futur Philippe III de Bourgogne avec Michèle de France.
- Octobre 1409 : Jean sans Peur s'empare brutalement du pouvoir.
- 7 au 17 octobre 1409 : Arrestation puis exécution de Jean de Montaigu.
- 20 octobre 1409 : Mise en place d'une commission de réformes.
- 11 novembre 1409 : Alliance de Jean sans Peur avec Isabeau de Bavière.
- 27 décembre 1409 : Jean sans Peur obtient la garde du dauphin Louis de France, duc de Guyenne.
- 31 décembre 1409 : Lit de justice tenu par Jean sans Peur.
- 1409-1410 : L'opposition s'organise contre Jean sans Peur.

## Années 1410

### 1410
- 15 avril 1410 : Ligue de Gien et constitution du parti Armagnac : début de la guerre civile entre Armagnacs et Bourguignons.
- Juillet 1410 : Promulgation de l'ordonnance royale interdisant aux sujets du roi de France de s'armer.
- 2 septembre 1410 : Manifeste de Tours
- 2 novembre 1410 : Paix de Bicêtre.

### 1411
- 14 juillet 1411 : Manifeste de Jargeau.
- 18 juillet 1411 : Envoie d'un défi par les princes d'Orléans destiné à Jean sans Peur.
- 14 août 1411 : Réponse au défi du 18 juillet 1411 de Jean sans Peur qui lève une armée.
- Août 1411 : Début des hostilités entre Armagnacs et Bourguignons.

### 1412
- 8 mai 1412 : Charles VI à la tête de son armée quitte Paris afin de combattre Jean Ier de Berry.
- 18 mai 1412 : Traité de Bourges.
- 11 juin 1412 au 12 juillet 1412 : Siège de Bourges.
- 22 août 1412 : Paix d'Auxerre.
- 1411-1412 : Réforme et liberté des villes.
- 1412 (?) : Naissance de Jeanne d'Arc.

### 1413
- 20 mars 1413 : Mort d'Henri IV d'Angleterre, son fils Henri V d'Angleterre lui succède.
- Avril à août 1413 : Mouvement cabochien à Paris. Charles VI est prisonnier des Cabochiens, qui revêtent le chaperon blanc. Massacre d'Armagnacs par les Bourguignons conduit par Simon le Coutelier dit Caboche.
- 26 mai et 27 mai 1413 : Proclamation de l'ordonnance cabochienne.
- Juin 1413 : Jacques de La Rivière est assassiné par Élyon de Jacqueville.
- Juin 1413 : Eustache de Laistre est nommé chancelier de France à la place d’Arnaud de Corbie.
- 20 juin 1413 : Mariage de Philippe, comte de Nevers et frère de Jean sans Peur, avec Bonne d'Artois, petite-fille de Jean de Berry
- 1er juillet 1413 : Exécution de Pierre des Essarts.
- 28 juillet au 8 août 1413 : Paix de Pontoise.
- 27 août 1413 : Tentative d'enlèvement de Charles VI par Jean sans Peur.
- Août 1413 : Jean sans Peur s'enfuit vers la Flandre.
- 5 septembre 1413 : Révocation de l'ordonnance des Cabochiens
- 1413 : Les Armagnacs font régner la terreur dans Paris.

### 1414
- 23 janvier 1414 : Entrée de Jean sans Peur dans Paris.
- 10 février 1414 : Bannissement de Jean sans Peur par le conseil du roi
- 1414 : Négociation de Jean sans Peur avec les Anglais.
- 4 avril au 4 septembre 1414 : Charles VI et les Armagnacs livrent bataille au Bourguignons.
- 4 septembre 1414 : Paix d'Arras.
- 22 septembre 1414 : Charles VI nomme son fils Louis de Guyenne gouverneur général des finances.
- Octobre 1414 : Enlèvement du dauphin Louis de Guyenne par les Armagnacs.
- 1er novembre 1414 : Concile de Constance.

### 1415
- 13 août 1415 : Débarquement d’Henri V d'Angleterre en Normandie.
- 22 septembre 1415 : Prise d'Harfleur par les Anglais.
- 12 octobre 1415 : Réunion du Grand Conseil à Rouen où il fut décidé de mobiliser l'armée française et d'engager le combat contre les Anglais.
- 25 octobre 1415 : Bataille d'Azincourt, les grands noms de la chevalerie française disparaissent au cours de cette bataille: Jean Ier d'Alençon, Édouard III de Bar, Jean de Bar, seigneur de Puisaye, Robert de Bar, Charles Ier d'Albret, Antoine de Brabant, Philippe de Bourgogne.
- 25 octobre 1415 : Mort d'Édouard d'York à la bataille d'Azincourt.
- 18 novembre 1415 : Mariage de Jean de France, duc de Touraine avec Jacqueline de Bavière.
- 29 novembre 1415 : Retour lamentable de Charles VI à Paris.
- 18 décembre 1415 : Mort de Louis de Guyenne à Rouen.
- 30 décembre 1415 : Bernard VII d'Armagnac reçoit l'épée de connétable de France.

### 1416
- 12 février 1416 : Bernard VII d'Armagnac est nommé capitaine général du royaume de France.
- 1416 à 1417 : Les Armagnacs mettent Paris en état de siège.
- Juillet à octobre 1416 : Tractations anglo-bourguignonnes.
- 15 août 1416 : Mort de Jean de France, duc de Berry.

### 1417
- 4 avril 1417 : Mort de Jean de France, duc de Touraine. Son frère Charles de France, comte de Ponthieu (futur Charles VII de France) devient dauphin de France. Sur ordre de Bernard VII d'Armagnac, Isabeau de Bavière est exilée à Tours.
- 29 avril 1417 : Mort de Louis II d'Anjou.
- 14 juin 1417 : Le dauphin Charles de France est nommé lieutenant-général du royaume de France.
- 1er août 1417 : Henri V d'Angleterre débarque en Normandie. Début des opérations militaires anglo-bourguignonnes en France.
- 18 août 1417 : Henri V d'Angleterre met le siège devant Caen et prend la ville.
- 2 novembre 1417 : Isabeau de Bavière est délivrée par Jean sans Peur.
- 11 novembre 1417 : Élection du pape Martin V (Oddone Colonna). Fin du Grand Schisme d'Occident.
- 23 décembre 1417 : Le gouvernement provisoire installé à Troyes est dirigé par Jean sans Peur. Isabeau de Bavière le nomme gouverneur-général du royaume de France.

### 1418
- 29 mai 1418 : Entrée des Bourguignons dans Paris. Mise en place d'un nouveau gouvernement avec « l'approbation » de Charles VI. Le dauphin Charles s'enfuit de Paris et se réfugie à Bourges.
- 31 mai 1418 : Arrestation et emprisonnement de Bernard VII d'Armagnac.
- 12 juin 1418 : Massacres des Armagnacs, dont Bernard VII et Henri de Marle, chancelier de France, dans les prisons de Paris.
- Juin 1418 : Guy de Bar, seigneur de Presles, est nommé prévôt de Paris.
- 14 juillet 1418 : Isabeau de Bavière et Jean sans Peur font leur entrée dans Paris.
- 25 juillet 1418 : Réunion du Parlement de Paris
- 1er août 1418 : Le dauphin Charles tente de reprendre Paris aux Bourguignons.
- 21 au 30 août 1418 : Nouveaux massacres d'Armagnacs dans les prisons de Paris.
- 22 août 1418 : Cherbourg se rend aux Anglais.
- 16 septembre 1418 : Traité de Saint-Maur.
- 21 septembre 1418 : Création d'un « Parlement de Poitiers » par l'ordonnance de Niort.
- 30 décembre 1418 : Le dauphin Charles prend le titre de régent du royaume de France.

### 1419
- 2 janvier 1419 : Prise de Rouen par les Anglais.
- 14 mai 1419 : Négociation de Meulan.
- 11 juillet 1419 : Traité de Pouilly-le-Fort.
- Août 1419 : Charles VI s'installe à Troyes avec la Cour.
- Août 1419 : Prise de Pontoise par les Anglais.
- 10 septembre 1419 : Rencontre de Montereau. Assassinat de Jean sans Peur, duc de Bourgogne et d'Archambaud de Foix sur le pont de Montereau.
- 2 décembre 1419 : Alliance conclue entre Henri V d'Angleterre et Philippe III de Bourgogne.

## Années 1420

### 1420
- 17 janvier 1420 : Philippe III le Bon, duc de Bourgogne, influence la Cour de Troyes et parvient à obtenir la déchéance du dauphin Charles de ses droits.
- 21 mai 1420 : Traité de Troyes
- 2 juin 1420 : Mariage d'Henri V d'Angleterre et de Catherine de Valois
- 1er décembre 1420 : Entrée de Charles VI et d'Henri V d'Angleterre dans Paris.
- 6 décembre 1420 : Henri V d'Angleterre réunit les États généraux à Paris
- 23 décembre 1420 : Ordonnance par laquelle les assassins de Jean sans Peur sont déclarés coupables de crime de lèse-majesté.

### 1421
- Mars 1421 : Apprenant l'arrivée des Écossais en France, Thomas de Lancastre, duc de Clarence ravage la Beauce.
- 22 mars 1421 : La bataille de Baugé est remportée par l’armée franco-écossaise du dauphin Charles. Mort de Thomas de Lancastre, duc de Clarence. Le dauphin Charles nomme John Stuart de Buchan connétable de France.
- Mai 1421 : Jean V de Bretagne s'allie au dauphin Charles.
- 6 décembre 1421 : Naissance d'Henri VI d'Angleterre.

### 1422
- 22 avril 1422 : Mariage du dauphin Charles et de Marie d'Anjou.
- 10 mai 1422 : Les Anglais s'emparent de Meaux.
- 8 juillet 1422 : Mort de Michelle de Valois à Gand.
- 31 août 1422 : Mort du roi Henri V d'Angleterre à Vincennes. Jean de Lancastre, duc de Bedford, est désigné comme régent du royaume de France.
- 21 octobre 1422 : Mort de Charles VI. Henri VI d'Angleterre est proclamé roi de France et d'Angleterre. Jean V de Bretagne repasse dans le camp anglo-bourguignon.
- 30 octobre 1422 : Charles VII de France prend le titre de roi de France.

### 1423
- 7 mars 1423 : Mariage de Humphrey de Lancastre, duc de Gloucester, avec Jacqueline de Hainaut.
- 13 avril 1423 : Mariage de Jean de Lancastre et d’Anne de Bourgogne.
- 17 avril 1423 : Traité anglo-breton.
- 3 juillet 1423 : Naissance du futur Louis XI de France.
- 23 juillet 1423 : Défaite française à Cravant.
- 10 octobre 1423 : Mariage d'Arthur de Richemont (futur Arthur III de Bretagne) avec Marguerite de Bourgogne.

### 1424
- 17 août 1424 : Défaite franco-écossaise à la bataille de Verneuil. Mort de John Stuart.
- 21 octobre 1424 : Accord signé entre Arthur de Richemont et Charles VII.

### 1425
- 7 mars 1425 : À Chinon Charles VII nomme Arthur, comte de Richmond, connétable de France. Il renvoie ses conseillers (Jean Louvet, Tanguy du Châtel, Pierre Frotier).
- 17 septembre 1425 : Mariage de Charles Ier de Bourbon, comte de Clermont, avec Agnès de Bourgogne (1407-1476).
- 1425 : Naissance de Radegonde, fille de Charles VII et de Marie d'Anjou.
- 1425 : Prise du Mans par les Anglais.
- 1425 : Jeanne d'Arc entend ses voix pour la première fois.

### 1426
- 6 mars 1426 : Victoire anglaise à la bataille de Saint-James. La Bretagne se soumet face aux Anglais et reconnaît Henri VI comme roi de France.

### 1427
- Février 1427 : Arthur, comte de Richemont, fait noyer Pierre II de Giac. Georges de La Trémoille devient le nouveau conseiller de Charles VII.
- 12 juin 1427 : assassinat de Le Camus de Beaulieu, favori de Charles VII.
- 8 septembre 1427 : Jean V de Bretagne s'allie à nouveau avec les Anglais.

### 1428
- Septembre 1428 : Alliance entre Charles Ier de Bourbon, comte de Clermont, Bernard de Pardiac et Arthur, comte de Richemont. Début des hostilités entre Arthur, comte de Richemont, et Georges de La Trémoille.
- 1428 : Naissance de Catherine de France (1428-1446), fille de Charles VII et de Marie d'Anjou.
- 1er octobre 1428 : Réunion des États généraux à Chinon.
- 12 octobre 1428 : Début du siège d'Orléans par les Anglo-Bourguignons.

### 1429
- 12 février 1429 : Journée des Harengs.
- Février 1429 : Jeanne d'Arc quitte Domrémy. Elle rencontre le sire Robert de Baudricourt à Vaucouleurs.
- 13 février 1429 au 23 février 1429 : Voyage de Jeanne d'Arc de Vaucouleurs à Chinon.
- Mars 1429 : Rencontre de Charles VII et de Jeanne d'Arc à Chinon. Sur ordre de Charles VII, Jeanne d'Arc passe un double examen à Poitiers dont un avec Yolande d'Aragon.
- Avril 1429 : Jonction de Jean Pasquerel avec Jeanne d'Arc à Tours.
- 29 avril 1429 : Entrée de Jeanne d'Arc à Orléans.
- 4 mai 1429 : Prise de la bastille anglaise de Saint-Loup à Orléans.
- 7 mai 1429 : Prise du fort des Tourelles à Orléans. Jeanne d'Arc est blessée à l'épaule par une flèche.
- 8 mai 1429 : Libération d'Orléans par Jeanne d'Arc.
- 12 juin 1429 : Jeanne d'Arc et son armée reprennent Jargeau aux Anglais.
- 17 juin 1429 : Le donjon de Beaugency est pris par les Français.
- 18 juin 1429 : Bataille de Patay, victoire de Jeanne d'Arc sur les Anglais.
- 29 juin 1429 : Charles VII, accompagné de Jeanne d'Arc, quitte Gien.
- Juillet 1429 : Siège de Troyes.
- 15 juillet 1429 : Charles VII fait son entrée dans la ville de Châlons-sur-Marne.
- 17 juillet 1429 : Sacre de Charles VII à Reims.
- 1429 : Trêve signée entre Philippe III de Bourgogne et Charles VII.
- 28 août 1429 : Trêve de quatre mois signée entre Jean du Luxembourg et Charles VII à Compiègne.
- 3 septembre 1429 : Attaque de Paris par Jeanne d'Arc qui est une nouvelle fois blessée.
- 8 septembre 1429 : Échec de l'armée française devant Paris, elle bat en retraite vers Lagny, Provins et Bray.
- 13 octobre 1429 : Jean de Lancastre nomme Philippe III de Bourgogne lieutenant-général du roi d'Angleterre pour le royaume de France.

## Années 1430

### 1430
- Janvier 1430 : Mariage de Philippe III avec Isabelle de Portugal (1397-1471). Il institue l'ordre de la Toison d'or.
- 1430 : Naissance de Jeanne de France, fille de Charles VII et de Marie d'Anjou.
- 1430 : Les voix de Jeanne d'Arc se taisent.
- 1430 : Ouverture des hostilités par Philippe III de Bourgogne.
- 18 mai 1430 : Siège de Compiègne par Philippe III de Bourgogne.
- 23 mai 1430 : Jeanne d'Arc est faite prisonnière par les Bourguignons à Margny-lès-Compiègne et emprisonnée à Compiègne. Elle est transférée à la forteresse de Beaulieu d’où elle tente de fuir. Jean II de Luxembourg emmène Jeanne d'Arc au château de Beaurevoir.
- Octobre 1430 : Prise de Compiègne par Charles VII.
- Octobre 1430 : Nouvelle tentative d'évasion de Jeanne d'Arc du château de Beaurevoir.
- 21 novembre 1430 : Jeanne d'Arc est livrée aux Anglais.
- 28 décembre 1430 : Arrivée de Jeanne d'Arc à Rouen.

### 1431
- 20 février 1431 : Mort du pape Martin V, élection d’Eugène IV (Gabriele Condulmer).
- 21 février 1431 au 17 mars 1431 : Interrogatoire de Jeanne d'Arc. Jean d'Estivet envoie son réquisitoire aux théologiens de Paris, qui la déclarent hérétique. Jeanne d'Arc déclare s'en remettre au jugement du pape, mais elle n’est pas écoutée. L'évêque Pierre Cauchon tend un piège à Jeanne d'Arc afin qu'elle renie ses voix.
- 31 mars 1431 : Mariage de Louis III d'Anjou avec Marguerite de Savoie.
- 28 mai 1431 : Création de l'Université de Poitiers.
- 29 mai 1431 : Jeanne d'Arc est déclarée relapse.
- 30 mai 1431 : L'évêque Pierre Cauchon remet Jeanne d'Arc aux séculiers. Jeanne d'Arc est brûlée vive sur le bûcher à Rouen.
- 1er juillet 1431 : René Ier d'Anjou est fait prisonnier à Bulgnéville.
- Juillet 1431 : Batailles de Senlis et de Beauvais.
- Septembre 1431 : Trêve de deux ans signée entre Philippe III de Bourgogne et Charles VII.
- 16 décembre 1431 : Henri VI d'Angleterre est sacré roi de France à Paris.

### 1432
- 20 août 1432 : Les Anglais sont repoussés de Lagny-sur-Marne.

### 1433
- Juin 1433 : Georges de La Trémoille est disgracié pour avoir tenté par deux fois d'assassiner Arthur de Richemont. Yolande d'Aragon, belle-mère de Charles VII, place au pouvoir le clan des Angevins, avec comme nouveau favori son fils Charles du Maine[réf. nécessaire].
- 10 novembre 1433 : Naissance de Charles le Téméraire.

### 1434
- 5 février 1434 : Mort de Jean de Bourbon à Londres, prisonnier depuis la bataille d'Azincourt.
- 23 septembre 1434 : Naissance de Yolande de France, fille de Charles VII et de Marie d'Anjou.

### 1435
- Janvier 1435 : Entrevue de Nevers entre Charles VII, Philippe III de Bourgogne et Arthur de Richemont.
- 14 septembre 1435 : Mort de Jean, duc de Bedford.
- 21 septembre 1435 : Traité d'Arras qui marque la réconciliation entre Charles VII et Philippe III de Bourgogne.
- 24 septembre 1435 : Mort d'Isabeau de Bavière. Un chroniqueur a affirmé qu'elle aurait pleuré à l'annonce de cette nouvelle.

### 1436
- 1436 : Naissance de Philippe de France, fils de Charles VII et Marie d'Anjou.
- 1436 : Réunion des États généraux à Tours.
- 14 avril 1436 : Libération de Paris par les troupes de Charles VII.
- 25 juin 1436 : Mariage du dauphin Louis (futur Louis XI de France) avec Marguerite d'Écosse.
- 9 juillet 1436 : Philippe le Bon met sans succès le siège devant Calais.

### 1437
- 1437 : Naissance de Marguerite de France, fille de Charles VII et de Marie d'Anjou.
- 12 novembre 1437 : Entrée de Charles VII dans Paris.

### 1438
- 7 juillet 1438 : Promulgation de l'ordonnance désignée sous le nom de Pragmatique Sanction.
- 10 septembre 1438 : Naissance de Marie de France (1438-1439) et de Jeanne de France (1435-1482), filles de Charles VII et de Marie d'Anjou.
- 13 septembre 1438 : Capitulation de Meaux.

### 1439
- 2 février 1439 : Jacques Cœur devient l'argentier de Charles VII.
- Mai 1439 : Le dauphin Louis est nommé lieutenant général en Languedoc.
- Octobre 1439 : États généraux de langue d'oïl à Orléans.

## Années 1440

### 1440
- Février à juillet 1440 : La Praguerie.
- 19 mai 1440 : Mariage de Charles le Téméraire et de Catherine de France.
- 24 juillet 1440 : Traité de Cusset.
- 27 octobre 1440 : Exécution de Gilles de Rais.

### 1441
- Septembre 1441 : Prise de Pontoise. Reprise de la totalité de l'Île-de-France par Charles VII.

### 1442
- 1442 : Jacques Cœur devient le conseiller de Charles VII.
- Février 1442 : Entrevue des princes à Nevers.
- 8 juin 1442 : Charles VII libère Toulouse.
- 9 août 1442 : Mort de Jean V de Bretagne.
- 8 décembre 1442 : Charles VII libère La Réole.

### 1443
- 1443 : Début de la liaison de Charles VII avec Agnès Sorel.
- Août 1443 : Le dauphin Louis fait le siège de Dieppe.
- 1er décembre 1443 : Naissance de Madeleine de France (1443-1495), fille de Charles VII et de Marie d'Anjou.

### 1444
- Janvier 1444 : Expédition du dauphin Louis en Armagnac.
- 28 mai 1444 : Trêve de Tours.
- Juillet à août 1444 : Campagne de Charles VII en Lorraine.
- Juillet à août 1444 : Campagne du dauphin Louis en Suisse.
- 26 août 1444 : Bataille de Bottelen.

### 1445
- Mars 1445 : Ordonnance de Louppy-le-Châtel créant les compagnies d'ordonnances, l'armée de métier permanente et réforme de l'armée.
- Août 1445 : Mort de Marguerite d'Écosse (épouse du dauphin Louis).

### 1446
- 30 juillet 1446 : Mort de Catherine de France (épouse de Charles le Téméraire).
- 23 décembre 1446 : Mariage de Jeanne de France avec Jean II de Bourbon.
- 26 décembre 1446 : Naissance de Charles de France, duc de Berry, duc de Normandie, puis de Guyenne, Fils de Charles VII et de Marie d'Anjou.
- 1446 : Le dauphin Louis tente de s'emparer du trône de son père.

### 1447
- 1er janvier 1447 : Le dauphin Louis exilé s'installe en Dauphiné.
- 1447 : Mort du pape Eugène IV, élection de Nicolas V (Tomasso Parentucelli).

### 1448
- 16 mars 1448 : Reprise du Mans par les Français.
- 1448 : Prorogation de la trêve de Tours du 28 mai 1444.

### 1449
- 23 mars 1449 : Prise de Fougères par François de Surienne. Rupture de la trêve franco-anglaise.
- 1449 à 1450 : Reconquête de la Normandie par les troupes françaises.
- 29 octobre 1449 : Prise de Rouen par les Français.
- 8 décembre 1449 : Siège d'Harfleur.

## Années 1450

### 1450
- 1450 : Charles VII prend la décision de faire réhabiliter Jeanne d'Arc.
- 9 février 1450 : Mort d'Agnès Sorel.
- 15 avril 1450 : Bataille de Formigny.
- 19 juillet 1450 : Mort de François Ier de Bretagne.
- 5 novembre 1450 : Mort de Jean IV d'Armagnac.

### 1451
- 30 juin 1451 : Reprise de Bordeaux par les Français.
- 31 juillet 1451 : Arrestation de Jacques Cœur. Son procès s’ensuit jusqu’en 1453.
- Août 1451 : Prise de Bayonne.
- 14 novembre 1451 : Mariage du dauphin Louis avec Charlotte de Savoie.

### 1452
- 1452 : Mariage de Yolande de France avec Amédée IX de Savoie.
- 23 octobre 1452 : Reprise de Bordeaux par les Anglais.

### 1453
- 17 juillet 1453 : Bataille de Castillon où John Talbot trouve la mort.
- 10 août 1453 : Henri VI d'Angleterre sombre dans la démence comme son grand-père maternel Charles VI en apprenant la défaite de Castillon.
- 5 octobre 1453 : Capitulation de Bordeaux aux Français.
- 19 octobre 1453 : Les troupes de Charles VII font leur entrée à Bordeaux. Fin – non officielle – de la guerre de Cent Ans, les Anglais ne possèdent plus que Calais. La guerre de Cent Ans se termine officiellement qu'en 1475 (soit 22 années plus tard) avec le traité de Picquigny[12].